# Choi Hyun-suk
Choi Hyun-suk (kor. 최현석, ur. 21 kwietnia 1999 r.) – południowokoreański raper i jeden z dwóch liderów boys bandu Treasure wytwórni YG Entertainment. Grupa zadebiutowała 7 sierpnia 2020 roku singlem „Boy”. Jest również znany ze swoich występów telewizyjnych jako uczestnik programów survivalowych Mix Nine i YG Treasure Box.

## Biografia

### Wczesne lata
Choi Hyun-suk urodził się 21 kwietnia 1999 roku w Korei Południowej. W wieku 8 lat, oglądając dokument o Big Bang The Beginning, Choi zafascynował się rapem i hip hopem, pragnąc w ten sposób dołączyć do południowokoreańskiego przemysłu muzycznego, kierując się wyłącznie chęcią dołączenia do hip-hopowej wytwórni YG Entertainment. Po przesłuchaniu w V-Spec Academy z powodzeniem dołączył jako stażysta w 2015 roku.

### Od 2017: Początki kariery i debiut w Treasure
W październiku 2017 roku Choi po raz pierwszy wystąpił w telewizji w programie Mix Nine wraz z Kim Jun-kyu. Ukończył program na 5. miejscu, zapewniając sobie miejsce w dziewiątce zwycięzców. 5 października 2018 roku Choi pojawił się epizodycznie w serialu YG Future Strategy Office. W listopadzie 2018 r. brał udział w programie survivalowym YG Treasure Box, w którym 29 stażystów rywalizowało o członkostwo w kolejnej grupie męskiej YG Entertainment. Podczas finału Choi został ujawniony jako siódmy członek grupy. Przed debiutem Treasure, 30 maja 2019 roku Choi pojawił się na minialbumie 24 °C koleżanki z wytwórni Lee Hi na singlu „1, 2” (kor. 한두번), gdzie również brał udział w tworzeniu tekstu.
Treasure zadebiutowali oficjalnie 7 sierpnia 2020 roku singlem „Boy” i single albumem The First Step: Chapter One.

## Dyskografia

### Solowa

#### Featuring
- „1, 2” (한두번) (Lee Hi feat. Choi Hyun-suk) (2019)

### Kredyty produkcyjne
Wszystkie źródła utworów pochodzą z bazy danych Korea Music Copyright Association.
| Rok  | Piosenka                   | Album                           | Artyści  | Tekst piosenki | Tekst piosenki                                                                                   | Kompozycja | Kompozycja                                                                                       |
| Rok  | Piosenka                   | Album                           | Artyści  | udział         | wraz z                                                                                           | udział     | wraz z                                                                                           |
| ---- | -------------------------- | ------------------------------- | -------- | -------------- | ------------------------------------------------------------------------------------------------ | ---------- | ------------------------------------------------------------------------------------------------ |
| 2019 | „1, 2 (한두번)”            | 24 °C                           | Lee Hi   | Tak            | B.I                                                                                              | Nie        | –                                                                                                |
| 2020 | „Boy”                      | The First Step: Chapter One     | Treasure | Tak            | R.Tee, Se.A, Lil G, Choice37                                                                     | Tak        | R.Tee, Se.A, Hae, Lil G, Choice37                                                                |
| 2020 | „Come to Me (들어와)”      | The First Step: Chapter One     | Treasure | Tak            | Rovin, Kim Kyung, Bigtone                                                                        | Nie        | –                                                                                                |
| 2020 | „I Love You (사랑해)”      | The First Step: Chapter Two     | Treasure | Tak            | R.Tee, Yoshi, Haruto                                                                             | Nie        | –                                                                                                |
| 2020 | „B.L.T (Bling Like This)”  | The First Step: Chapter Two     | Treasure | Tak            | Kim Dong Joon, Trnc 95, Yoshi, Haruto                                                            | Nie        | –                                                                                                |
| 2020 | „Mmm (음)”                 | The First Step: Chapter Three   | Treasure | Tak            | Godok                                                                                            | Nie        | –                                                                                                |
| 2020 | „Orange (오렌지)”          | The First Step: Chapter Three   | Treasure | Tak            | Asahi, Haruto                                                                                    | Nie        | –                                                                                                |
| 2021 | „My Treasure”              | The First Step: Treasure Effect | Treasure | Tak            | Bigtone, Min Yeon-jae, Haruto, Yoshi                                                             | Nie        | –                                                                                                |
| 2021 | „Be With Me (나랑 있자)”   | The First Step: Treasure Effect | Treasure | Tak            | Rovin, Kim Kyung, Haruto, Yoshi                                                                  | Nie        | –                                                                                                |
| 2021 | „Slowmotion”               | The First Step: Treasure Effect | Treasure | Tak            | Lee Chan-hyuk, Haruto                                                                            | Nie        | –                                                                                                |
| 2022 | "BFF"                      | The Second Step: Chapter One    | Treasure | Tak            | Kim Seung-nam, Yoon Jung-hwan, An Do-hyung, Lee Ji-ho, Kim Min-ki, Kang Kyu-Yong, Lee Seung-hoon | Tak        | Kim Seung-nam, Yoon Jung-hwan, An Do-hyung, Lee Ji-ho, Kim Min-ki, Kang Kyu-Yong, Lee Seung-hoon |
| 2022 | "Jikjin" (직진)            | The Second Step: Chapter One    | Treasure | Tak            | Sonny, Lil G, Choice37, LP, Hae, Yoshi, Haruto, Se.A                                             | Tak        | Choice37, LP, Sonny, Future Bounce, Hae, Se.A, Yoshi, Haruto                                     |
| 2022 | "U"                        | The Second Step: Chapter One    | Treasure | Tak            | Nu.D, Sonny, LP, Lil G, Choice37, Hae, Haruto, Yoshi                                             | Tak        | Choice37, Hae, Sonny, LP, Lil G, Nu.D, Haruto, Yoshi                                             |
| 2022 | "Darari" (다라리)          | The Second Step: Chapter One    | Treasure | Tak            | Jaguaa, Bang Ye-dam, Choice37, Lil G, LP, Yoshi, Sonny, Hae, Se.A, Haruto                        | Tak        | Choice37, Hae, Jaguaa, Bang Ye-dam, Yoshi, Sonny, LP, Lil G, Haruto                              |
| 2022 | It's Okay" (괜찮아질 거야) | The Second Step: Chapter One    | Treasure | Tak            | Kid Wine, Airplay, Haruto, Yoshi                                                                 | Nie        | –                                                                                                |

## Filmografia

### Serial telewizyjny
| Rok  | Tytuł                    | Tytuł             | platforma | Uwagi       |
| Rok  | angielski                | koreański         | platforma | Uwagi       |
| ---- | ------------------------ | ----------------- | --------- | ----------- |
| 2018 | Biuro YG Future Strategy | YG 전략 자료 본부 | Netflix   | Cameo       |
| 2019 | Kwon Hyun-bin Begins     | 권현빈 비긴즈     | YouTube   | Odcinki 2–3 |

### Programy rozrywkowe
| Rok  | Tytuł           | Tytuł      | platforma |
| Rok  | angielski       | koreański  | platforma |
| ---- | --------------- | ---------- | --------- |
| 2017 | Mix Nine        | 믹스 나인  | JTBC      |
| 2018 | YG Treasure Box | YG 보석 함 | JTBC2     |
| 2018 | YG Treasure Box | YG 보석 함 | YouTube   |